# 장노엘 페라리
장노엘 페라리(프랑스어: Jean-Noël Ferrari, 1974년 9월 7일~)는 프랑스의 펜싱 선수로 주 종목은 플뢰레이다. 2000년 하계 올림픽 남자 플뢰레 단체전에서 금메달을 획득했으며 세계 선수권 대회에서 금메달 2개와 은메달 2개를 획득했다.